# Rubus macraei
Rubus macraei är en rosväxtart som beskrevs av Asa Gray. Rubus macraei ingår i släktet rubusar, och familjen rosväxter. Inga underarter finns listade i Catalogue of Life.

## Bildgalleri

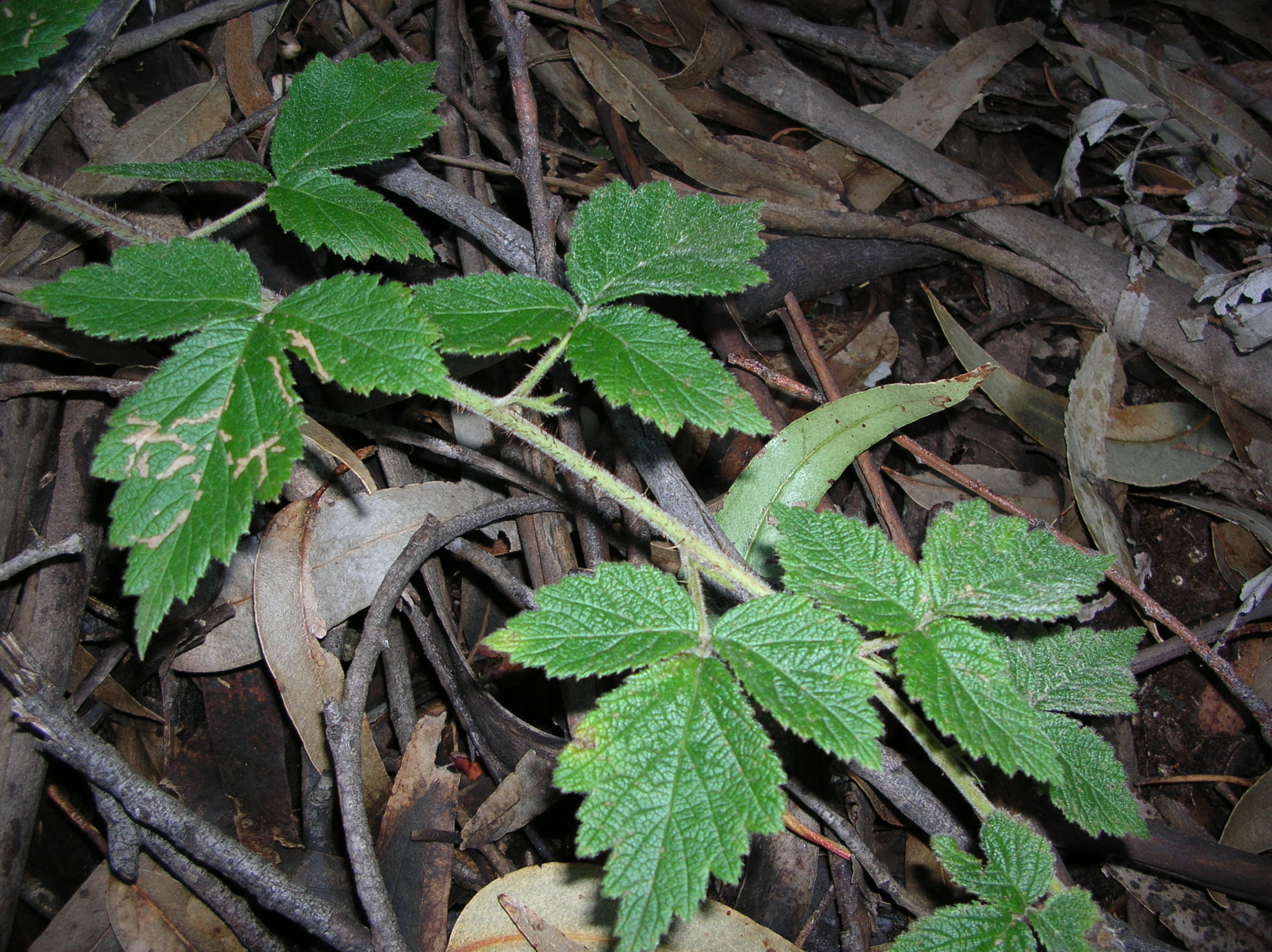
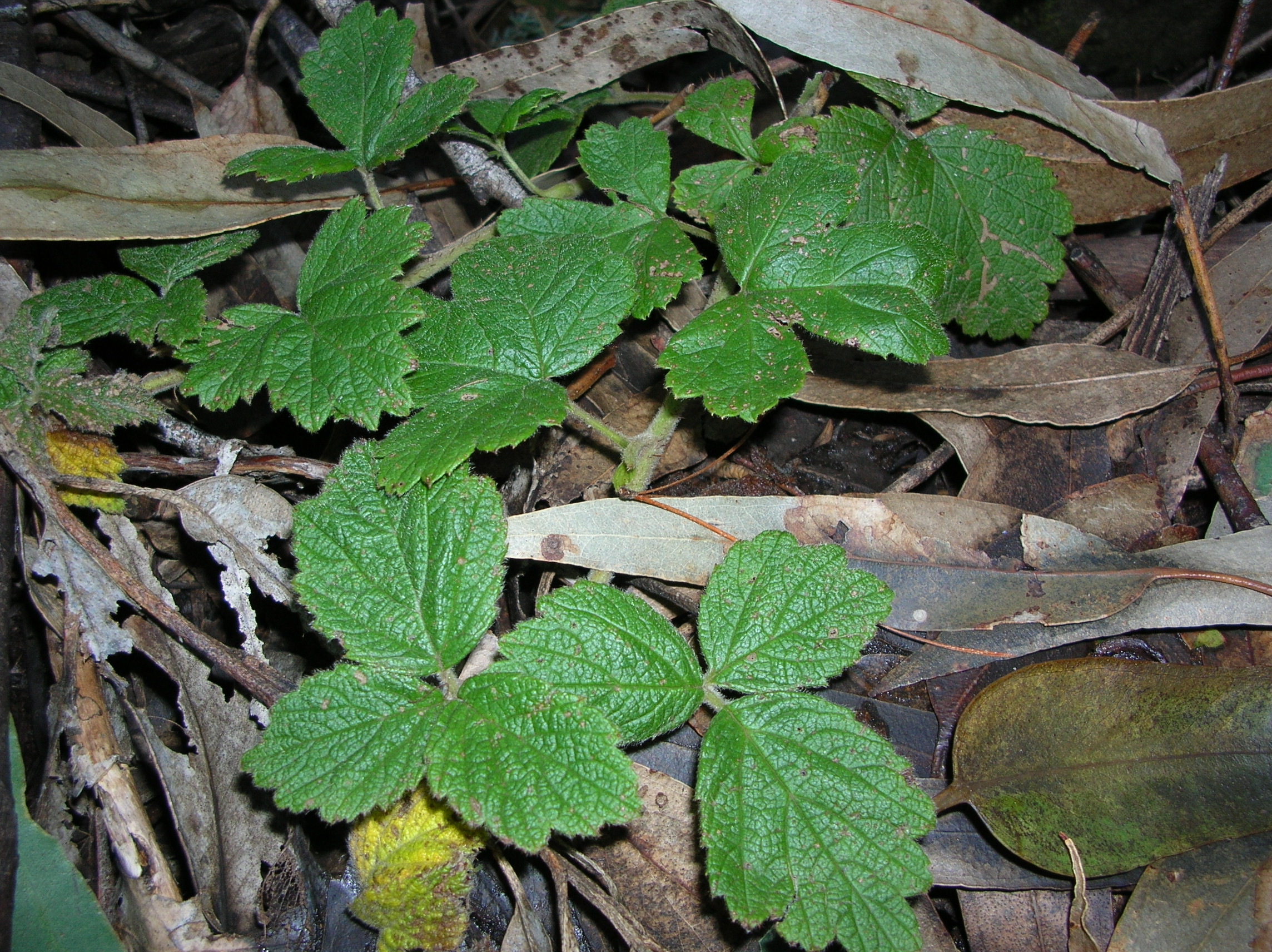
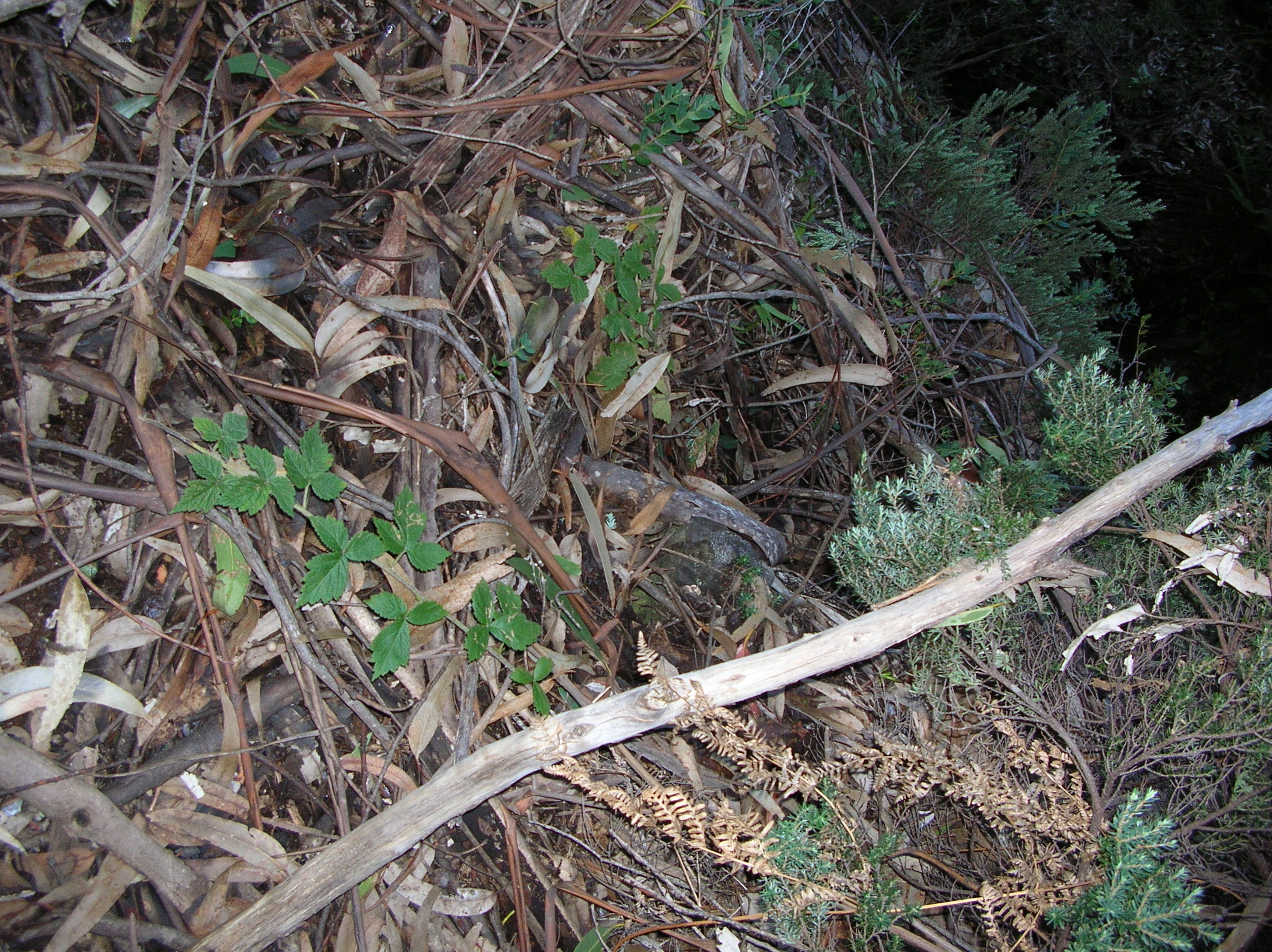
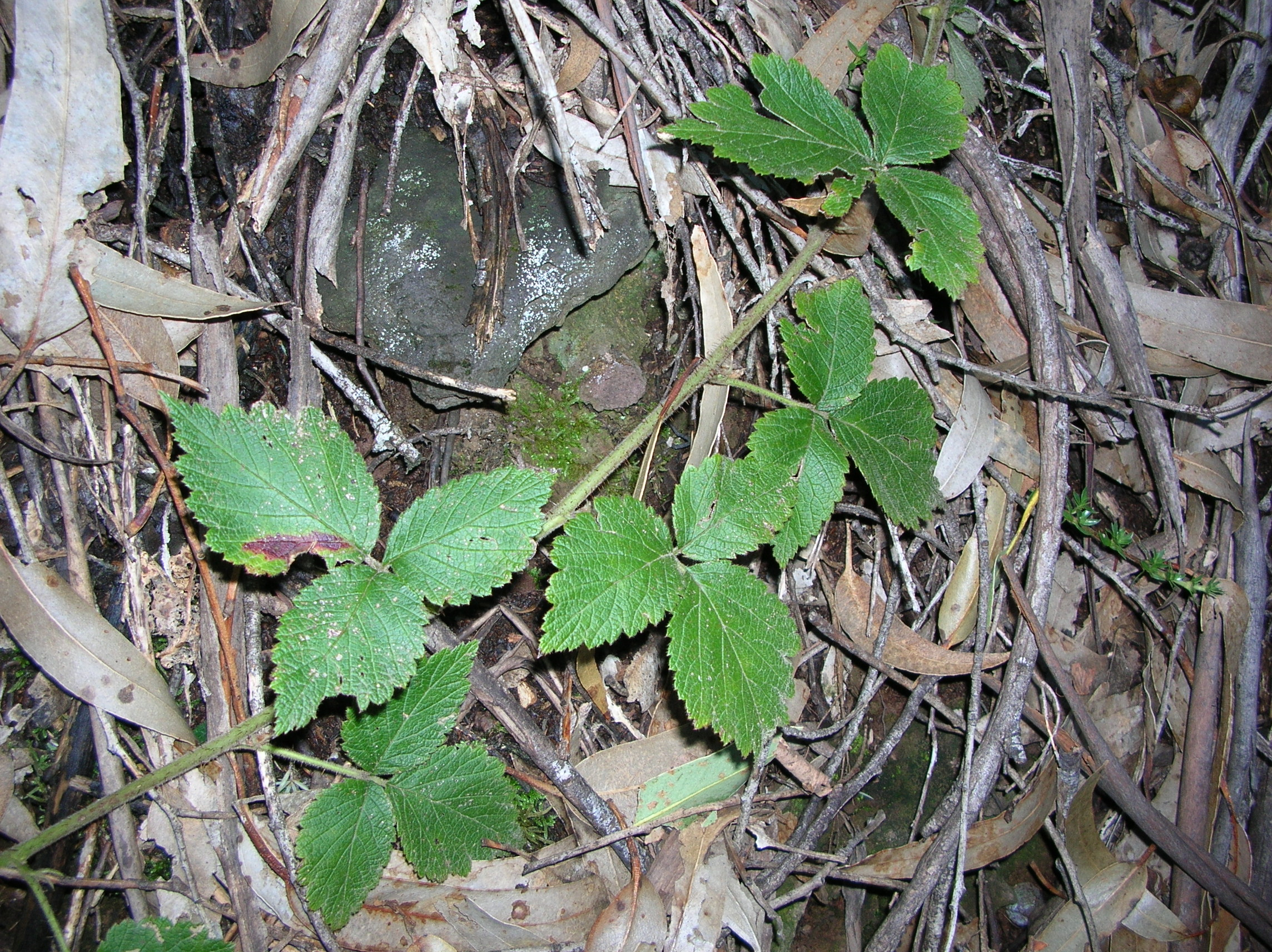
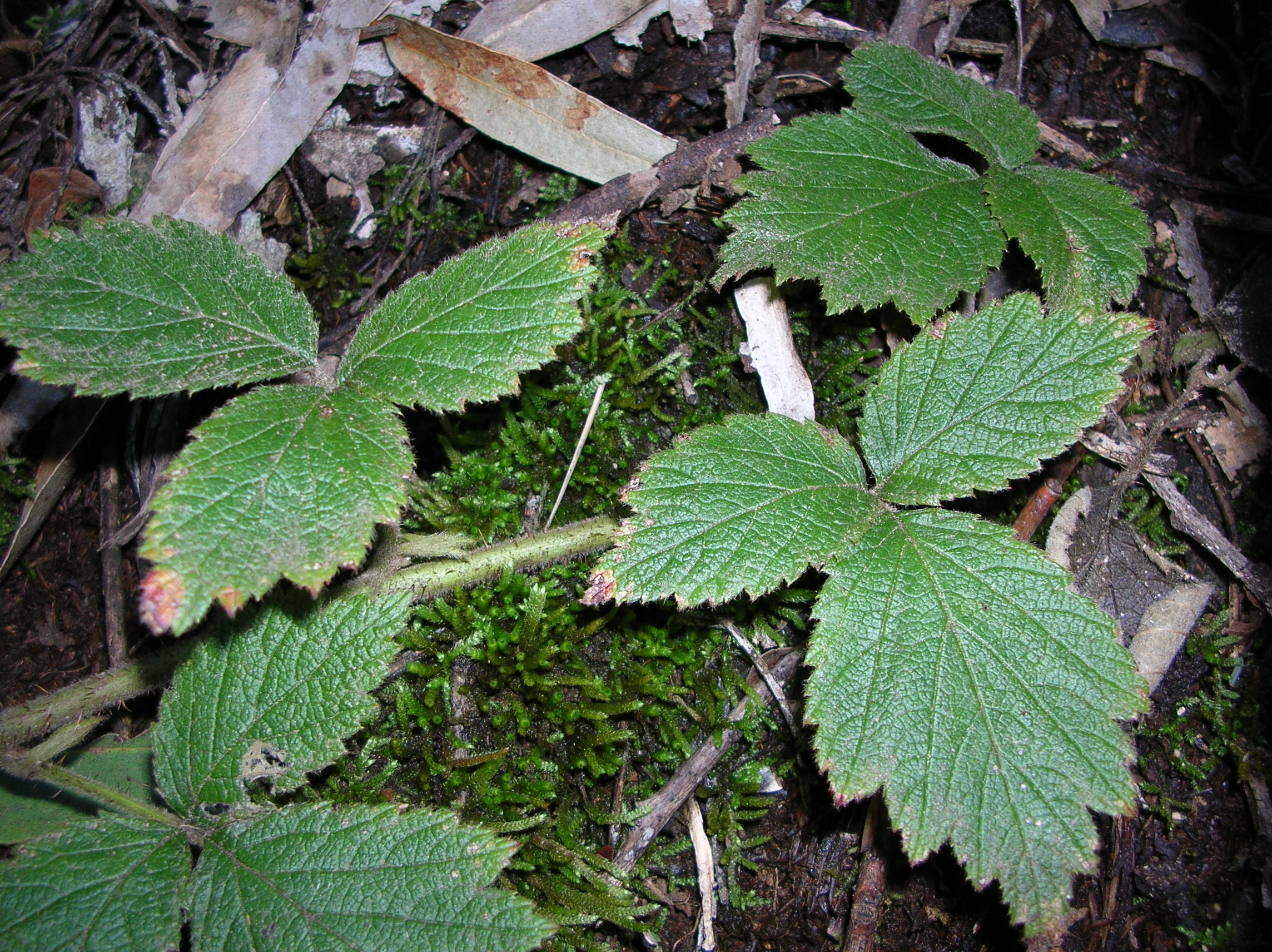
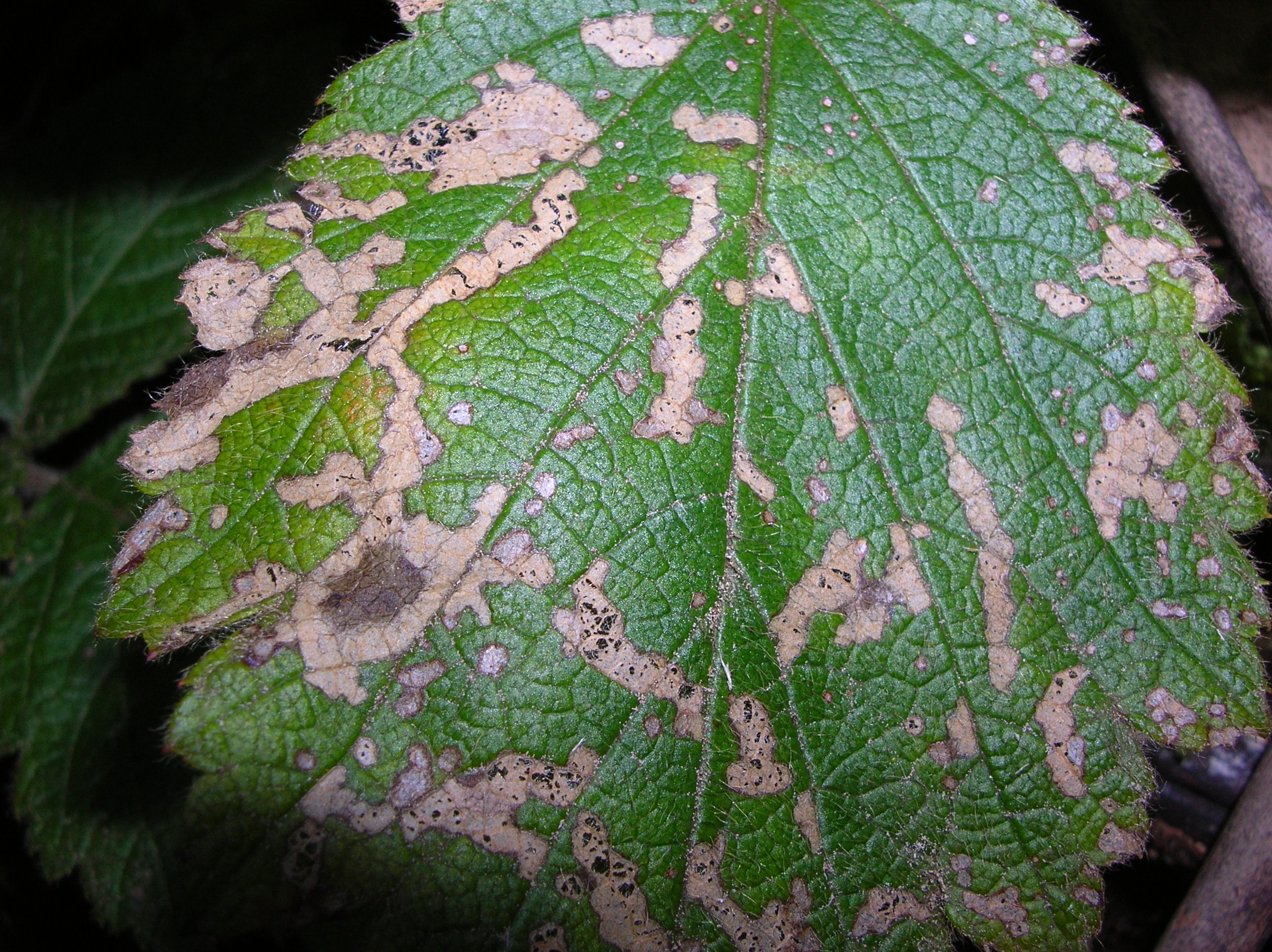